# آبشار فرانکلین
آبشار فرانکلین (به انگلیسی: Franklin Falls) آبشاری است که در  ایالت واشینگتن، ایالات متحده آمریکا واقع شده و ارتفاع کلی ریزشگاه آن ۱۳۵پا است.